# Расправилка

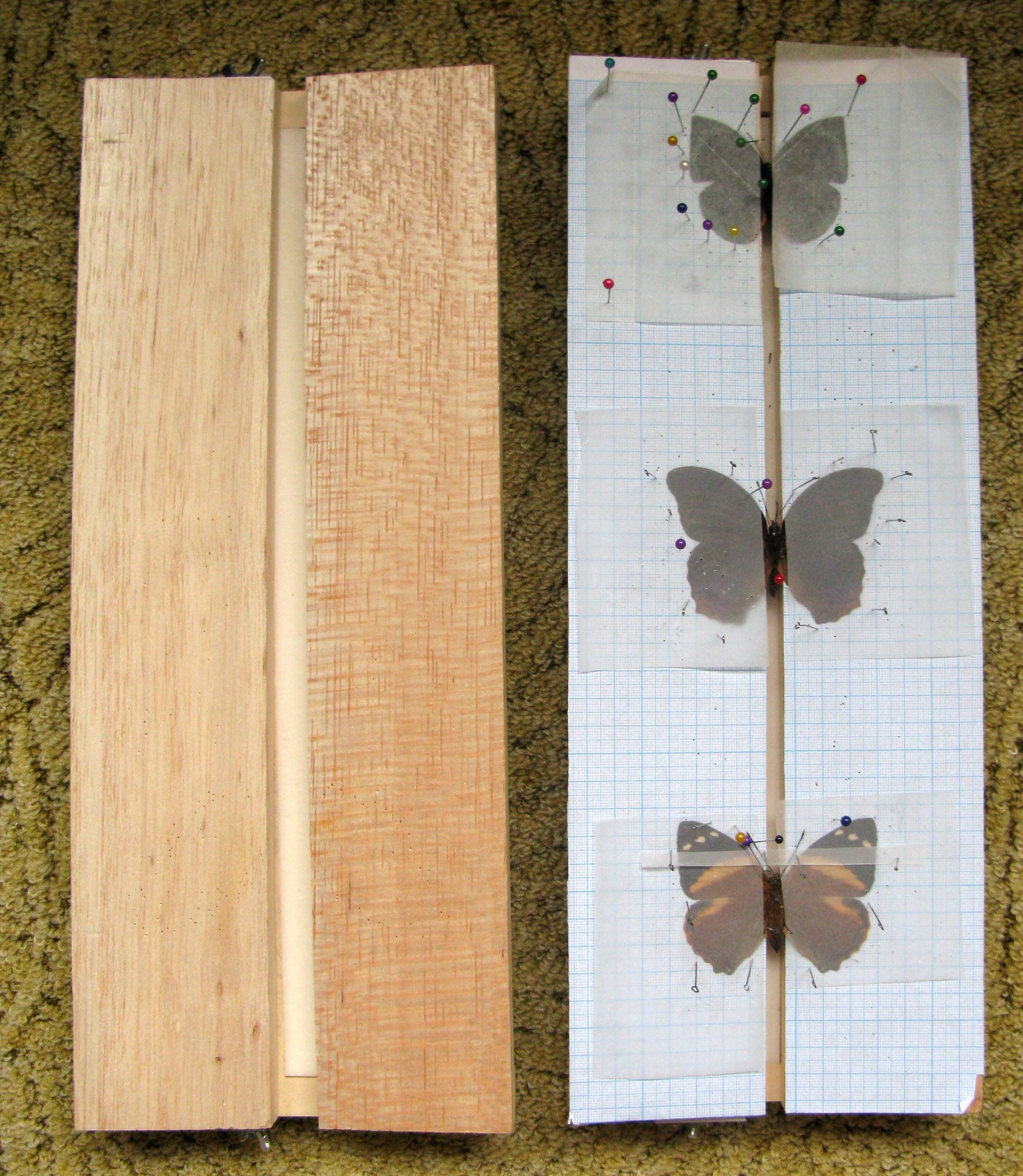
Две расправилки

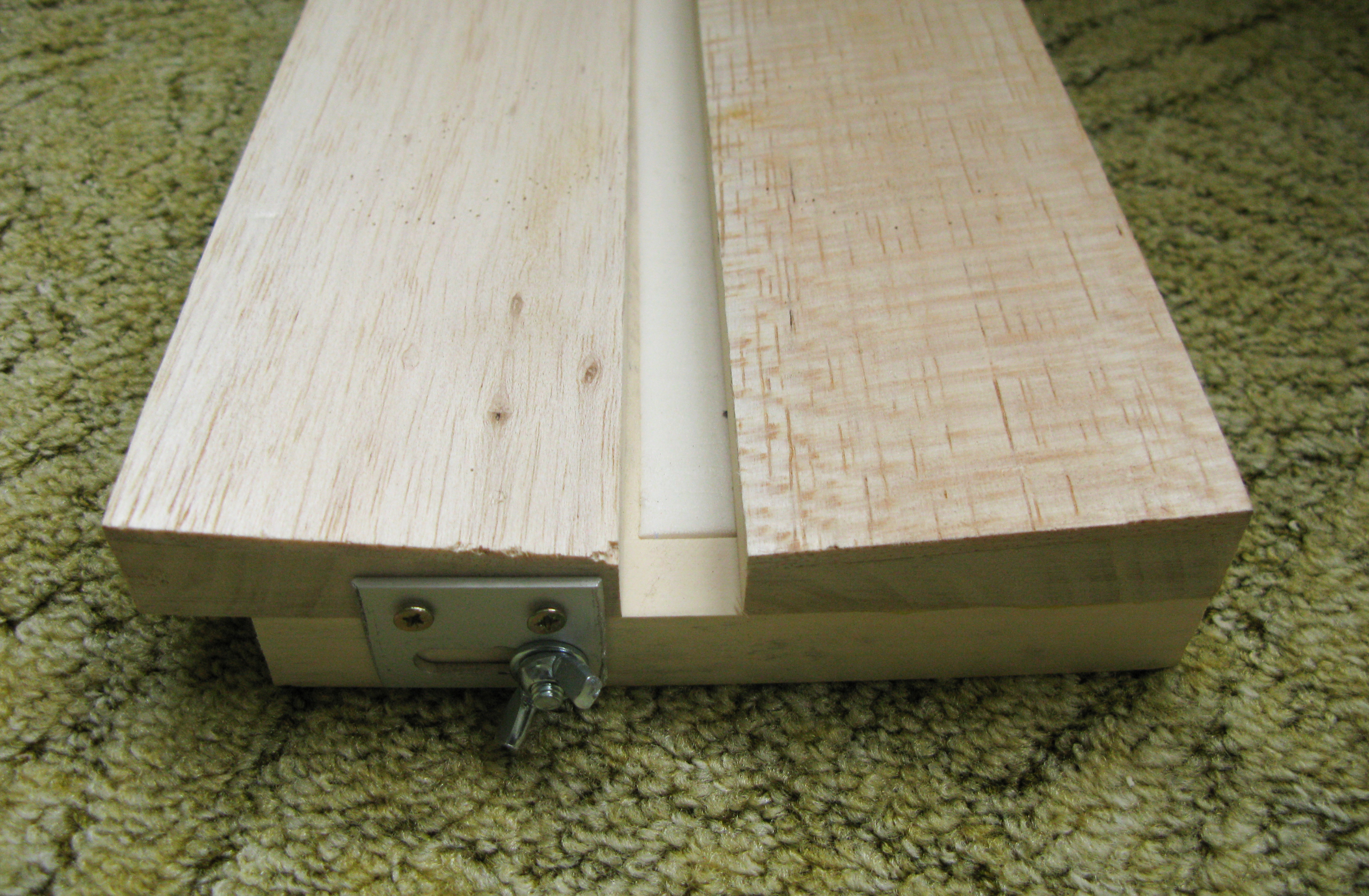
Универсальная расправилка. Хорошо виден раздвижной механизм.

Расправилка — специальное приспособление, предназначенное для расправления крылатых насекомых, преимущественно бабочек, с целью их последующего монтирования в энтомологические коллекции.
Расправилка состоит из двух дощечек, изготовленных из древесины мягких пород деревьев (липа, осина, тополь), между которыми расположен желобок шириной с брюшко бабочки. Дощечки укреплены на деревянной пластинке основания, а желобок выстлан мягким материалом (например, поролоном, изолоном).
Существуют также универсальные расправилки, с одной раздвижной стороной, которая позволяет изменять ширину желобка между дощечками в зависимости от толщины брюшка расправляемых насекомых. Верхняя часть дощечек всегда наклонена к основанию под углом, который, в большинстве случаев, составляет 5 — 7 градусов. Ширина дощечек расправилки должна соответствовать размаху крыльев монтируемого насекомого. Обычная ширина желобка колеблется от 3-9 мм до 12 мм для видов из средней полосы России, а для видов из тропических регионов — гораздо больше.
Булавку с расправляемым насекомым втыкают в желобок перпендикулярно продольной и поперечной осям расправилки. При этом основания крыльев должны находиться на уровне верхних внутренних краев дощечек. На крылья насекомого накладывают прямоугольные полоски кальки или целлофана и прикалывают их расправилке. Калькой или целлофаном при этом прикрывают всю поверхность крыльев, оставляя узкую полоски шириной около 2-5 мм у их основания. Препаровальной иглой крыльям придают физиологичное положение. Во время этого процесса крылья не прокалывают, а передвигают касаясь остриём иглы толстых жилок. Кальку или целлофан прикалывают булавками вдоль краёв крыльев к расправилке. Расправленное таким образом насекомое оставляют на расправилке на несколько дней.
В России и в других странах некоторые энтомологи пользуются самодельными расправилками, которые относительно несложно изготовить из пенопласта или пенокартона.